# Лінкольн (округ, Вайомінг)
Лінкольн (англ. Lincoln) — округ штату Вайомінг.

## Історія
Округ утворений 1913 року.

## Демографія
За даними перепису 2000 року,
на території округу було 14573 людей, які 6831 житлових будинках.
Мешканці округу утворювали 5266 домашніх господарств та 3949 сімей. Густота населення становила 1 особу/км²
З 5266 садиб у 36,5 % проживали діти до 18 років, подружніх пар, що мешкали разом, було 66,7 %,
садиб, у яких господиня не мала чоловіка — 5,1 %, садиб без сім'ї — 25,0 %.
Власники 21,0 % садиб мали вік, що перевищував 65 років, а в 7,9 % садиб принаймні одна людина була старшою за 65 років.
Кількість людей у середньому на садибу становила 2,75, а в середньому на родину 3,23.
Середній річний дохід на домашнє господарство становив 40 794 доларів США, а на родину — 44 919 доларів США.
Чоловіки мали дохід 37 353 доларів, жінки — 20 928 доларів.
Дохід на душу населення був 17 533 доларів.
Приблизно 6,4 % родин та 9,0 % населення жили за межею бідності.
Серед них осіб до 18 років було 11,6 %, і понад 65 років — 6,4 %.
Середній вік населення становив 37 років.

## Суміжні округи
- Тетон — північ
- Саблетт — північний схід
- Світвотер — схід
- Юїнта — південь
- Рич, Юта — південний захід
- Бер-Лейк, Айдахо — захід
- Карібу, Айдахо — північний захід
- Бонневілл, Айдахо — північний захід

## Виноски
1. ↑  Census of Population and Housing. Census.gov. Архів оригіналу за 19 липня 2018. Процитовано 4 червня 2016.
2. ↑  American FactFinder. Бюро перепису населення США. Архів оригіналу за 26 лютого 2012. Процитовано 31 січня 2008.